# Andrés Barea
Andrés (de) Barea, también como Berea, Verea, Varea y Barca, (¿?, 1610 - Palencia, 20 de septiembre de 1680) fue un compositor y maestro de capilla español.

## Vida
Parece se trata del mismo «Verea» que aparece como infante del coro en 1628 en la Catedral de El Burgo de Osma, donde debió tomar sus primeras lecciones de música con el maestro Diego de Valdaze. También parece que se trata de este mismo compositor el «Andrés de Barea» que fue contratado el 29 de mayo de 1632 en la Catedral de Calahorra como típle. Todavía debía ser joven, ya que se pidió al sochantre que lo mantuviese en su casa, pagando la manutención el cabildo. Pocos días después pasaría a vivir con el maestro de capilla, Jerónimo Vicente, que se convertiría en su principal profesor y formador.
Las siguientes noticias que se tienen de Barea son de El Burgo de Osma. En 1641 había fallecido el maestro Valdaze. El cabildo burguense publicó los edictos y se realizaron las oposiciones, a las que se presentaron dos candidatos y que ganaría Berea en noviembre de ese año. Las actas capitulares mencionan que Barea era en ese momento maestro de capilla de la Colegiata de Alfaro. Tomó posesión del magisterio de la Catedral de El Burgo de Osma el 23 de diciembre. El retraso fue debido a la demora en la llegada de los informes genealógicos, lo que obligó a solicitar los servicios del maestro Zapata, procedente de Madrid.
Inicialmente las relaciones con el cabildo fueron buenas y Barea formó parte del jurado que calificó las oposiciones para el cargo de organista, que había quedado vacante tras el fallecimiento de Serrano. En 1645 trató de conseguir el magisterio de Cartagena sin éxito. Un año después, en 1646, se ausentó sin permiso del cabildo, regresando el 26 de junio, por lo que el organista tuvo que componer los villancicos del Corpus de ese año. En consecuencia, fue multado sin recibir salario siete meses, de junio a diciembre. Como protesta, Barea abandonó definitivamente El Burgo de Osma el 10 de octubre de 1646 y el cabildo publicó edictos para cubrir la vacante. Al parecer el cabildo no tuvo mucho éxito, ya que hubo que prolongar los plazos en varias ocasiones por falta de candidatos de calidad. Entre tanto, el organista, Bartolomé Muñoz, suplía el cargo de forma interina. No sería hasta el 27 de octubre de 1648 que el cabildo burguense consiguiera un nuevo maestro, Miguel Gómez Camargo, que a la sazón era maestro de la Colegiata de San Antolín de Medina del Campo. El cabildo de Osma solicitaría al cabo de los años en diversas ocasiones el regreso del maestro Barea, la primera vez tras la partida de Gómez Camargo en 1652 y la última en 1663, cuando Barea se encontraba en Palencia, a la que Barea contestó de forma negativa por sentirse cansado.
Tras el fallecimiento del maestro Bernardino Rodríguez Gallardo en 1646 había quedado vacante el magisterio de la Catedral de Salamanca, una de los magisterios plazas más importantes de España, ya que a menudo se combinaba el cargo de maestro de capilla con el de catedrático de música de la Universidad de Salamanca. Barea tomó posesión del cargo el 24 de septiembre de 1646. Se desconocen las razones de su partida de Salamanca, pero en 1653 se concedió «algún socorro» al racionero Francisco de Valderrama «que haçe aora officio de Maestro de Capilla» por «lo bien que a travajado en los villançicos y fiestas de Nuestra Señora de agosto deste año».
El 1 de abril de 1653 fue nombrado maestro de capilla de la Catedral de Valladolid, sin oposición, por nombramiento directo del cabildo. En Valladolid se le concedió una ración entera de cantor. No permaneció mucho tiempo, hasta el 10 de marzo de 1654 y a principios de 1654 hay noticias de su nombramiento al magisterio de la Catedral de Palencia:

[...] maestro de capilla de Valladolid en que hace mucha estimación de que el Cabildo lo haya recibido en la ración de maestro de capilla de esta santa iglesia con 50 ducados más de los que tenía el señor canónigo Cristóbal de Isla.

Su magisterio palentino se desarrollaría sin incidentes, con la única salvedad de las frecuentes quejas de la falta de medios para alimentar a los infantes a su cargo. El cabildo accedió a entregar el cuidado de los infantes al ministril Andrés de Abadía en 1676. A finales de 1668 y principios del año siguiente enfermó, viéndose obligado a guardar cama. En 1669 trató sin éxito de conseguir una ración titular para aumentar sus ingresos y reducir sus responsabilidades. Para 1677 ya estaba «muy achacoso y viejo». Permaneció en el cargo en Palencia por veinticuatro años, hasta su fallecimiento 20 de septiembre de 1680.

En 20 de septiembre de 1680, a las seis de la tarde, murió e señor don Andrés Barea, racionero y maestro de capilla de esta santa iglesia, de edad 70 años, habiendo estado en esta santa iglesia 24 años en el ejercicio de tal maestro. Fue notario del Santo Oficio de la Inquisición.

## Obras
El Catálogo de los fondos musicales del archivo. Catedral de Salamanca no menciona composiciones de Barea en el archivo de la Catedral de Salamanca.
La mayoría de sus obras se conservan en el archivo de la Catedral de Palencia, entre los que se cuentan una Pasión según San Mateo a cuatro voces; una Pasión según San Juan a cuatro voces; tres juegos de vísperas, una a seis voces y dos a ocho, todo en latín. En castellano se conservan tres obras: Compren la vida a diez voces y arpa; Del rosal su rosario; y Hoy renueva su grandeza a ocho voces.